# College Football Hall of Fame
College Football Hall of Fame är ett hall of fame och ett museum inriktat på collegefotboll i Atlanta, Georgia, USA.